# Gruta de Chaves
A Gruta de Chaves foi um sítio arqueológico neolítico situado nas proximidades da localidade de Bastarás, município de Casbas de Huesca, província de Huesca, Espanha. O sítio, considerado um dos mais importantes de Espanha para a época, junto ao da Gruta de l'Or de Alicante, foi destruído de maneira ilegal em 2007.

## Descrição
A Gruta de Chaves, com uma superfície aproximada de 3300 m², albergava um sítio arqueológico considerado um dos mais importantes assentamentos neolíticos da península ibéria. O sítio foi descoberto pelo arqueólogo Vicente Baldellou Martínez na década de 1970, sendo este último o director da escavação arqueológica. A gruta achava-se dentro de uma área de propriedade privada da empresa Fimbas S. A. usada como local de caça.
Até ao ano 2007 a intervenção arqueológica tinha-se desenvolvido fundamentalmente numa zona de 110 m², concretamente numa zona rectangular escavada onde eram claramente visíveis os sinais de intervenção arqueológica. A existência de alguns perigos naturais impediram o avançar da investigação arqueológica em outras zonas da gruta e as investigações tinham lugar anualmente em campanhas de verão, através da iniciativa dos arqueólogos, com a prévia autorização da Direcção Geral do Património Cultural do Governo de Aragão e a autorização da empresa Fimbas.
Ainda que a Gruta de Chaves não tinha sido declarada de forma expressa como bem de interesse cultural, ela encontrava-se no meio de protecção das Grutas de Solencio I, II e III, com manifestações de pintura rupestre e declaradas como Bem de Interesse Cultural conforme o estabelecido na Ordem de 6 de outubro de 2003, do Departamento de Educação, Cultura e Desporto do Governo de Aragão. Assim mesmo, encontra-se incluída dentro do Parque Natural da Serra e Canhões de Guara e sua zona periférica
de protecção, que por sua vez faz parte da Rede Natura 2000.